# 品川郵便局
品川郵便局（しながわゆうびんきょく）は東京都品川区にある郵便局。民営化前の分類では集配普通郵便局であった。

## 概要
住所：〒140-8799 東京都品川区東大井5-23-34

### 併設施設
- ゆうちょ銀行品川店（本店品川出張所）：取扱店番号010600

### 分室
分室はなし。なお、過去に存在した分室は以下のとおり。
- 荏原分室 - 1930年（昭和5年）、大崎郵便局の所属に変更。

## 沿革
- 1902年（明治35年）9月16日 - 東京郵便電信局[注釈 1]品川電信支局を同高輪支局に改称、郵便電信支局に改定[1]。
- 1903年（明治36年）4月1日 - 通信官署官制施行に伴い東京高輪郵便局（二等郵便局）となる[2]。
- 1906年（明治39年）1月1日 - 高輪郵便局に改称[3]。
- 1907年（明治40年）11月1日 - 集配業務を開始[4]。
- 1921年（大正10年）10月28日 - 東京市芝区高輪南町から東京府荏原郡品川町大字南品川宿に移転、品川郵便局に改称[5]。これに伴い、当時の品川郵便局を南品川郵便局に改称[6][注釈 2]。
- 1929年（昭和4年）6月5日 - 東京府荏原郡荏原町に荏原分室[注釈 3]を開設[7]。
- 1930年（昭和5年）8月26日 - 大崎郵便局の開局[8]に伴い、荏原分室を大崎郵便局の所属に変更[9]。
- 1950年（昭和25年）11月5日 - 品川区南品川三丁目から同大井立会町に移転[10]。
- 1996年（平成8年）7月1日 - 外国通貨の両替および旅行小切手の売買に関する業務取扱を開始[11]。
- 2007年（平成19年）10月1日 - 民営化に伴い、併設された郵便事業品川支店・ゆうちょ銀行品川店に一部業務を移管。
- 2012年（平成24年）10月1日 - 日本郵便株式会社の発足に伴い、郵便事業品川支店を品川郵便局に統合。

## 取扱内容

### 品川郵便局
- 郵便、印紙、ゆうパック、内容証明
- 生命保険、バイク自賠責保険、自動車保険、がん保険、引受条件緩和型医療保険
- 品川区のうち郵便番号の上5桁が「140-00」の地域[注釈 4]の集配業務
- ゆうゆう窓口

### ゆうちょ銀行品川店
- 貯金、貸付、為替、振替、振込、国際送金、外貨両替、国債、投資信託、変額年金保険、スルガ銀行の個人ローンの申込
- ATM

## 周辺
- 品川区立総合区民会館（きゅりあん）
- 三菱鉛筆本社
- 国道15号

## アクセス
- JR京浜東北線、東京臨海高速鉄道りんかい線、東急大井町線 大井町駅（東口）から徒歩約6分
- 都営バス、東急バス、京急バス 大井町駅東口停留所下車
- 首都高羽田線 勝島出入口から北西へ約1.5km
- 駐車場あり：2台